# Baldur's Gate: Dark Alliance II
 (janvier 2025).
Si vous disposez d'ouvrages ou d'articles de référence ou si vous connaissez des sites web de qualité traitant du thème abordé ici, merci de compléter l'article en donnant les références utiles à sa vérifiabilité et en les liant à la section « Notes et références ».
Baldur's Gate: Dark Alliance II est un jeu vidéo sorti sur PlayStation 2 et Xbox en 2004. Il s'agit de la suite de Baldur's Gate: Dark Alliance développé par Snowblind Studios.

## Personnages
Le second épisode de Baldur's Gate: Dark Alliance offre cinq nouveaux personnages :
- Dorn Redbear, barbare humain ;
- Vhaidra Uoswiir, moine elfe noir ;
- Ysuran Auondril, nécromancien elfe ;
- Borador Goldhand, voleur nain ;
- Allessia Faithhammer, prêtresse humaine.

### Personnages bonus
- Drizzt Do'Urden, guerrier elfe noir
- Artemis Entreri, assassin humain